# New Zealand Shipping Company

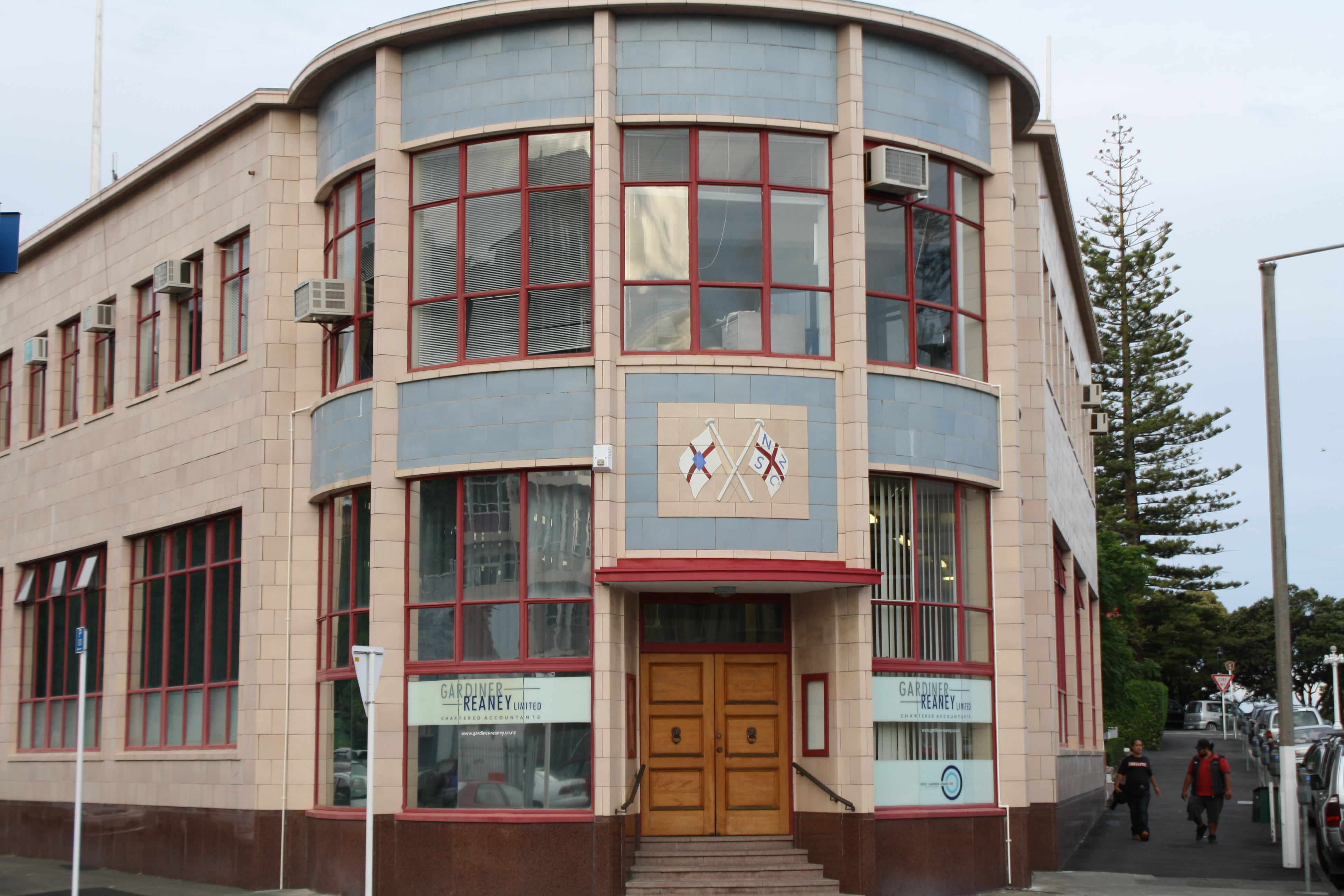
Ancien bâtiment de la NZSC à Napier.

La New Zealand Shipping Company (NZSC) est une entreprise néo-zélandaise de transport maritime commercialement active entre la Grande-Bretagne et la Nouvelle-Zélande.
Fondée en 1873, elle a disparu en 1973, date de son incorporation dans la Peninsular and Oriental Steam Navigation Company (P&O).